# Alexandru Dincă
Alexandru Dincă (Bucareste, 18 de dezembro de 1945 - 30 de abril de 2012) foi um handebolista profissional, três vezes medalhista olímpico.

## Títulos
- Campeonato Mundial de Handebol:
  - Campeão: 1970, 1974

- Jogos Olímpicos:
  - Bronze: 1972